# Mils Muliaina

a Compétitions nationales et continentales officielles uniquement.

b Matchs officiels uniquement.
Dernière mise à jour le 13 décembre 2018.
Mils Muliaina, de son vrai nom Junior Malili Muliaina, né le 31 juillet 1980 à Salelesi dans les îles Samoa, est un joueur néo-zélandais de rugby à XV qui a joué avec les All Blacks de 2001 à 2011. Il joue principalement au poste d'arrière.
Avec la Nouvelle-Zélande, il remporte notamment la Coupe du monde en 2011. Avec en tout 100 selections, il devient à cette occasion le 2e All Blacks à dépasser la centaine, deux semaines après son capitaine Richie McCaw.

## Carrière
Il a fait partie des équipes de Nouvelle-Zélande des moins de 21 ans en 2000 et 2001 champions du Monde après l'avoir été également en 1999 en moins de 19 ans. En 2002 il remporta une médaille d’or au rugby à sept lors des jeux du Commonwealth à Manchester.
Il a débuté dans le Super 12 en 2001 contre les Otago Highlanders. Trois quarts polyvalent, il peut évoluer à l'arrière, au centre ou à l'aile. Avec ses coéquipiers Joe Rokocoko et Doug Howlett il formait un brillant trio au sein des Blues. Lorsqu’il joue à l’arrière, Il est tout particulièrement dangereux par ses contre-attaques. Joueur clé, Malili (surnommé Mils) Muliaina est désormais un cadre au sein de la sélection néo-zélandaise. C'est un défenseur très sûr, un attaquant rapide, d'une grande vivacité, percutant et doté d'une technique de passe exceptionnelle. Il possède aussi un bon jeu au pied et se montre d'une très grande habileté sur les réceptions de balles aériennes même en position délicate. Longtemps concurrencé par Leon McDonald, il est aujourd'hui un titulaire indiscutable à l'arrière de l'équipe All Blacks dont il obtient sa première sélection le 14 juin 2003 contre l'Angleterre.
En 2010, lors de la tournée en Europe de l'équipe nationale néo-zélandaise ponctuée par quatre victoires contre les équipes celtes et anglaise (Angleterre, Écosse, Irlande et pays de Galles), pour un nouveau Grand Chelem,, lors de la rencontre contre les Irlandais, Mils Muliaina et son coéquipier Richie McCaw disputent leur quatre-vingt-treizième test match et dépassent Sean Fitzpatrick pour devenir les All Blacks les plus capés,. 
A l'occasion de la Coupe du monde remportée par leur pays, les deux mêmes coéquipiers sont les premiers néo-zélandais à atteindre 100 selection avec les All Blacks. Muliaina est devancé de seulement deux semaines par son capitaine dans cette quête, et il obtient sa 100e et dernière selection en quart-de-finale de l'épreuve, contre l'Argentine. 
Âgé de 33 ans il décide de tenter un nouveau défi en jouant en Europe. Il signe en 2014 un contrat d'un an en faveur de la province irlandaise du Connacht. Il sera le premier international néo-zélandais à jouer sous les couleurs du club installé à Galway.

## Palmarès

### En franchise et province
- Vainqueur du National Provincial Championship en 1999, 2002, 2005 avec Auckland et en 2006 avec Waikato.
- Vainqueur du Super 12 en 2003 avec les Blues.
- Finaliste du Super 14 en 2009 avec les Chiefs.

### En équipe nationale
Mils Muliaina a participé à trois Coupes du monde, avec une 3e place en 2003,  une place de quart de finaliste en 2007 et une victoire en 2011. Il a également remporté six tournois des Tri-nations avec les All Blacks en 2003, 2005, 2006, 2007, 2008, 2010 et en prime trois Grand chelem lors de tournées en Europe.

#### Coupe du monde

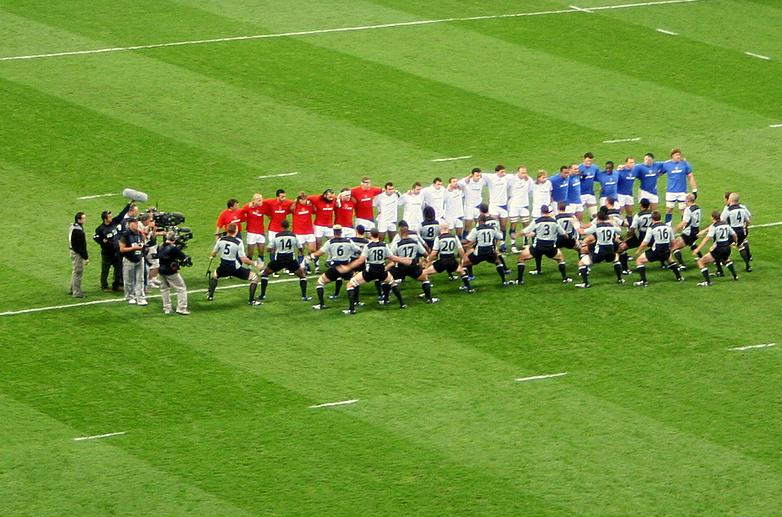
Quart-de-finale France - All Blacks en 2007.

| Édition               | Rang               | Résultats Nouvelle-Zélande | Résultats Mils Muliaina | Matchs Mils Muliaina |
| --------------------- | ------------------ | -------------------------- | ----------------------- | -------------------- |
| Australie 2003        | Troisième          | 6 v, 0 n, 1 d              | 6 v, 0 n, 1 d           | 7/7                  |
| France 2007           | Quart de finaliste | 4 v, 0 n, 1 d              | 2 v, 0 n, 1 d           | 3/5                  |
| Nouvelle-Zélande 2011 | Vainqueur          | 7 v, 0 n, 0d               | 2 v, 0 n, 0 d           | 2/7                  |

Légende : v = victoire ; n = match nul ; d = défaite.

#### Tri-nations
| Édition          | Rang | Résultats Nouvelle-Zélande | Résultats Mils Muliaina | Matchs Mils Muliaina |
| ---------------- | ---- | -------------------------- | ----------------------- | -------------------- |
| Tri-nations 2003 | 1    | 4 v, 0 n, 0 d              | 4 v, 0 n, 0 d           | 4/4                  |
| Tri-nations 2004 | 3    | 2 v, 0 n, 2 d              | 2 v, 0 n, 2 d           | 4/4                  |
| Tri-nations 2005 | 1    | 3 v, 0 n, 1 d              | 3 v, 0 n, 1 d           | 4/4                  |
| Tri-nations 2006 | 1    | 5 v, 0 n, 1 d              | 5 v, 0 n, 1 d           | 6/6                  |
| Tri-nations 2007 | 1    | 3 v, 0 n, 1 d              | 3 v, 0 n, 1 d           | 4/4                  |
| Tri-nations 2008 | 1    | 4 v, 0 n, 2 d              | 4 v, 0 n, 2 d           | 6/6                  |
| Tri-nations 2009 | 2    | 3 v, 0 n, 3 d              | 3 v, 0 n, 3 d           | 6/6                  |
| Tri-nations 2010 | 1    | 6 v, 0 n, 0 d              | 6 v, 0 n, 0 d           | 6/6                  |
| Tri-nations 2011 | 2    | 2 v, 0 n, 2 d              | 2 v, 0 n, 1 d           | 3/4                  |

Légende : v = victoire ; n = match nul ; d = défaite ; la ligne est en gras quand il n'y a aucune défaite.

## Statistiques

### En club
- 110 matchs de Super Rugby : 49 avec les Blues et 61 avec les Chiefs.
- Capes avec la province de Auckland :  42

### En équipe nationale
Entre 2003 et 2011, Mils Muliaina dispute 100 matchs avec l'équipe de Nouvelle-Zélande au cours desquels il marque 34 essais (170 points). Il participe notamment à neuf tournois des Tri-nations (2003, 2004, 2005, 2006, 2007, 2008, 2009, 2010 et 2011) et à trois coupes du monde (2003, 2007 et 2011) pour un total de douze rencontres disputées en trois participations,,.